# Optima Bank
Optima was een Belgische financiële dienstverlener uit Gent.

## Geschiedenis
In 1991 startte Jeroen Piqueur Optima Financial Planners nv om vermogenden bij te staan met financiële planning, nalatenschappen en pensioenen. Daarnaast handelde Optima Global Estate nv in vastgoed.
In 2008 werd Herman Verwilst voorzitter van de raad van bestuur van Optima Group nv. Op 12 december 2011 werd de liberale politicus Geert Versnick bestuurder. In december 2011 fuseerde Optima Financial Planners met de bankactiviteiten van Ethias en verkreeg zo het bankstatuut. Voormalig sp.a-minister Luc Van den Bossche werd CEO van Optima Bank nv.
Op 30 januari 2012 deed de Bijzondere Belastinginspectie (BBI) onder leiding van directeur Karel Anthonissen een inval bij Optima en kopieerde alle klantengegevens. In juni 2013 werd deze inval onrechtmatig bevonden door de rechtbank in Gent omdat het doel was de klanten aan te zetten hun zwart geld te regulariseren. De bankactiviteit liep niet goed en in september 2014 werd beslist de bankactiviteit te laten uitdoven - Verwilst stapte op - en terug te keren naar de financiële planning. Begin 2015 stapte Van den Bossche op als voorzitter van het directiecomité van de bank en werd voorzitter van Optima Global Estate.
In juni 2016 raakte de bank in de problemen na controle door de Autoriteit voor Financiële Diensten en Markten (FSMA). Het balanstotaal van het bedrijf was geslonken en op 8 juni 2016 blokkeerde de Nationale Bank van België (NBB) alle rekeningen. Op 9 juni werden ook de verzekeringsactiviteiten stilgelegd door de FSMA.
Op eigen verzoek werd de bank op 15 juni 2016 failliet verklaard door de rechtbank van koophandel van Gent. Het faillissement sloeg niet op Optima Global Estate, dat gescheiden werkte van de bank, maar toch besloot Van den Bossche zijn mandaat als voorzitter op te geven. Naar aanleiding van de Optima-zaak werd in juli 2016 een onderzoekscommissie opgericht zowel in de Kamer als in de Gentse gemeenteraad.
In november 2019 tekende voormalig directeur van Optima Bank Jeroen Piqueur en zijn vrouw cassatieberoep aan tegen een arrest van het Gentse hof van beroep. In dat arrest bevestigde het hof dat Piqueur's garantiestelling van 20 miljoen euro uit zijn persoonlijk vermogen aan de bank overeind bleef, en dat dit geld moest uitbetaald worden aan de curatoren van Optima Bank. Volgens Piqueur kaderde de garantie enkel in de afbouw van de bank, en was ze niet meer van toepassing omdat het faillissement van de bank door de Nationale Bank van België zou zijn uitgelokt. De vrouw van Piqueur tekende cassatieberoep aan tegen de afwijzing van de nietigverklaring van de garantiestelling. Zij had de nietigverklaring gevraagd omdat de 20 miljoen euro zowel aan Piqueur als aan haar toebehoren.
Op 20 februari 2025 begon voor de correctionele rechtbank in Gent het proces over de val van de financiële groep Optima.